# Horst Lerche
Horst Lerche (* 12. September 1938 in Hamburg; † 3. Dezember 2017 in Jüchen) war ein deutscher Maler und Bildhauer.

## Leben
Horst Lerche wurde 1938 in Hamburg geboren. Nach einem Bombenangriff 1943 zog die Familie in die Lüneburger Heide. In Lüneburg endete mit der Mittleren Reife die Schulzeit, die bereits von einer intensiven bildnerischen Praxis begleitet wurde. 1956 bewarb sich Horst Lerche an der Kunstakademie Düsseldorf und kam im Jahr darauf in die Klasse von Otto Pankok. Nach dessen Pensionierung setzte er das Studium bei Joseph Fassbender und Ferdinand Macketanz fort. Zu seinen Studienfreunden zählten Helmut Sundhaußen und Blinky Palermo. In den frühen sechziger Jahren gehörte er zum Kreis der Künstler, die in der Einbrunger Mühle Quartier bezogen, darunter Hannes Esser, Günther Uecker, Bernd und Hilla Becher. Nachdem Horst Lerche 1967 den Villa-Romana-Preis erhalten hatte, lebte er mit seiner Frau, der Textilkünstlerin und Pädagogin Heidi Lerche-Renn, ein Jahr lang in Florenz, wo seine Tochter Lina geboren wurde. Er entschied sich früh, ein freier Künstler zu sein. In den 1990er-Jahren nahm er einen Lehrauftrag an der Kunstakademie Düsseldorf wahr.
Angewandte, überwiegend architekturbezogene Arbeiten blieben neben der Malerei ein wichtiger Teil des Werkes, das in zahlreichen Ausstellungen bedeutender Institute präsentiert, mehrfach mit Preisen gewürdigt und in einer umfangreichen Literatur dokumentiert worden ist. Ab 1975 lebten und arbeiteten Horst Lerche und seine Frau auf ihrem Anwesen, dem von Künstlern und Intellektuellen als Treffpunkt geschätzten Hamscherhof in Jüchen. Eine langjährige Freundschaft verband Horst Lerche u. a. mit der Düsseldorfer Malerin Sigrid Kopfermann und dem Grafiker Helfried Hagenberg. Von Beginn der 1980er-Jahre bis 2012 hinterließen die langen und regelmäßigen Aufenthalte in Griechenland deutliche Spuren im Werk des Künstlers. Horst Lerche starb 2017 nach langer Krankheit in Jüchen.

## Werk

### Malerei
In den frühen sechziger Jahren bewegt die Malerei Horst Lerches sich nahe am Gegenstand, doch in bewusster Abkehr vom lähmenden Diktat der vorangegangenen Jahrzehnte. Wie viele Künstler seiner Generation entdeckt er die Moderne in Anknüpfung an expressionistische Positionen, wobei Anklänge an die nordischen Landschaften von Munch unübersehbar sind. Die Villa-Romana-Zeit 1967 markiert eine Wende zur minimalistischen Komposition, in dem die Landschaften ihren expressiven Charakter allmählich verlieren und in konstruierte Farbräume übergehen. Nachdem er die Möglichkeiten der zu dieser Zeit aktuellen Hard Edge Malerei sowohl auf der Leinwand als auch an variablen Objekten ausgelotet hat, entdeckt Horst Lerche – neben Tüchern – Holz als das Material, welches seine Malerei zu konstitutiven Elementen des Raumes werden lässt. Seine Farb- und Rauminstallationen (Farbraum Kaiser-Wilhelm-Museum, Krefeld) markieren eine Konventionen sprengende, unverwechselbare Position in der westdeutschen Kunst. Die zwischen barocker Pracht und minimalistischer Strenge oszillierende Malerei der achtziger und neunziger Jahre entfaltet sich auf den Flächen dreidimensionaler Holzobjekte. Explosiv angelegten, vielfach wieder zur Landschaft sich formierenden Farbkaskaden, gesellen sich im Laufe der neunziger Jahre zunehmend monochrome Flächen. Die Farbe Blau behauptet sich dabei als entscheidender Faktor.

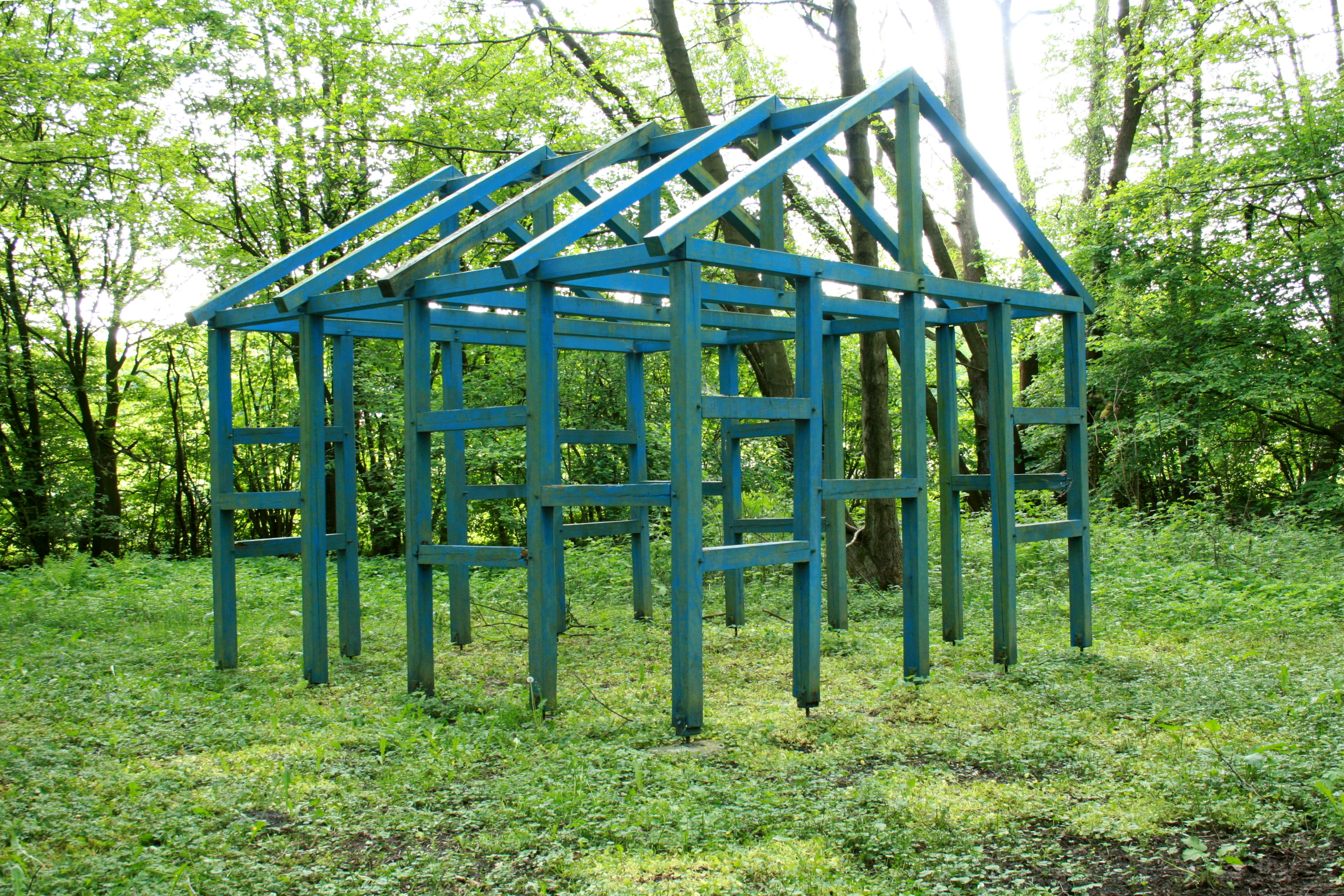
Skulptur „Das Blaue Haus“

### Holzskulpturen
In zahlreichen Museen und Sammlungen vertreten, nähert sich Horst Lerche ab 1987 seinem Thema von einer neuen Seite. In zum Teil monumentalen Holzkonstruktionen (u. a. Blauer Turm von Heidelberg) übernimmt die reale Landschaft selbst den Part der Malerei, womit die Trennung von Innen- und Außenraum aufgehoben erscheint. Begleitet von einer analytischen Aufbereitung des visuellen Materials auf der Bildfläche entstehen eine Reihe Fachwerk-Architekturen, wie Das Blaue Haus 1987, Der blaue Turm von Heidelberg 1990, Der blaue Turm von Wevelinghoven 1993, Der blaue Turm von Schloss Moyland 1999. Inspiriert durch die Weite der griechischen Landschaft, gewinnt der analytisch definierte Farbraum Züge romantischer Spiritualität. Bei der Bezeichnung von Werken der letzten Jahre rückt Horst Lerche teilweise von den typischen konkreten Bildtiteln ab und wählt metaphorische Formulierungen wie Zeit und Werk 2003, Dunkle Wasser 2008 oder Vergangene Zeit 2011.

### Architekturbezogene Arbeiten

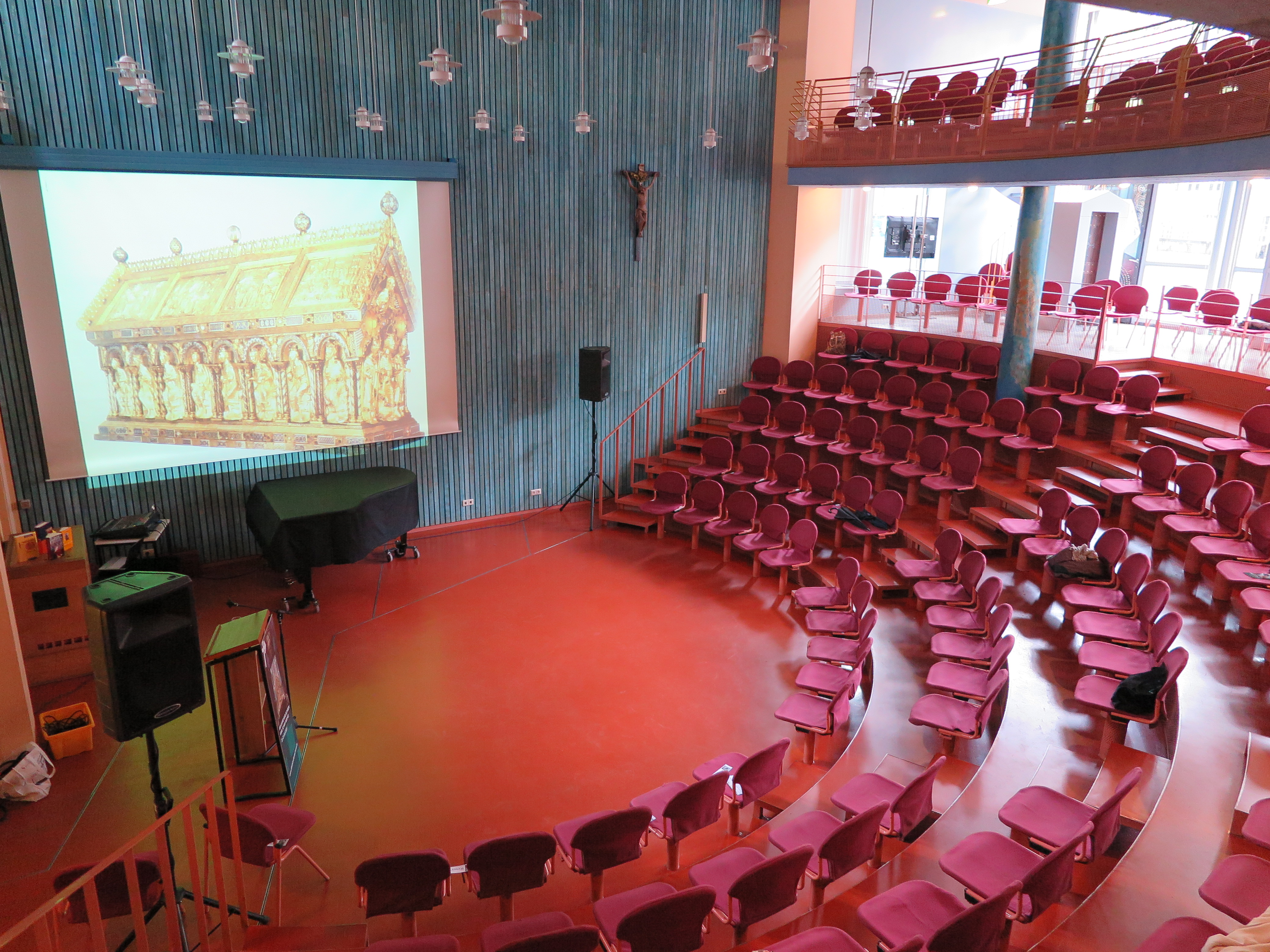
Form- und Farbgestaltung in der Aula der Aachener Domsingschule

Neben Werken der reinen Malerei entstehen in den Jahren von 1975 bis 2014 über fünfzig angewandte, architekturbezogene Arbeiten u. a. in Zusammenarbeit mit den Architekten Karlhans Pfleiderer und Heinz Döhmen und mehrere Farbkonzepte für das Orgelbauunternehmen Martin Scholz.

#### Auswahl von architekturbezogenen Arbeiten
- Farbfassungen von Martin-Scholz-Orgeln in den Jahren 1997,[4] 1999, 2001, 2004, 2007, 2011 und 2013[5]
- diverse Farbgestaltungen von Kirchen,[6][7] Seniorenheimen, Jugend- und Gemeindezentren, Schwimmbädern, Sporthallen, Schulen und Kindergärten in Nordrhein-Westfalen wie z. B.:
  - Farbgestaltung und Ausmalungen in der Festhalle Viersen, 1999[8]
  - Form- und Farbgestaltung in der Aula der Aachener Domsingschule, 1992
  - Farbgestaltung Ruhrbrücke Styrum[9] und Schlossbrücke Mülheim an der Ruhr, 1990

## Auszeichnungen
- 1997: Kunstpreis der Künstler, Düsseldorf[10]
- 1989: Förderpreis für Bildende Kunst der Stadt Berlin[11]
- 1978: Kunstpreis der Stadt Krefeld[12]
- 1975/1976: Arbeitsstipendium Kulturkreis der deutschen Wirtschaft im BDI e.V., Bonn[13]
- 1967: Villa-Romana-Preis, Florenz[14]

## Ausstellungen

### Einzelausstellungen
(Quelle:)
- 2016: Kopfermann-Fuhrmann-Stiftung, Düsseldorf. Bild-Räume[15]
- 2006: Kunsthaus NRW Kornelimünster, Aachen. Zeit und Werk
- 2004: Städtische Galerie Villa Zanders, Bergisch Gladbach. Werke 1960* 2002[16][17]
- 2003: Galerie Franz Swetec, Düsseldorf. Tafelbilder, Aquarelle, Gouachen[18]
- 1999: Stiftung Museum Schloss Moyland, Bedburg-Hau. Der blaue Turm[19][20]
- 1998: Städtische Galerie Lüdenscheid. Neue Arbeiten[21]
- 1997: Haus der Baugewerkschaft, Frankfurt am Main. Gebaute Bilder[22]
- 1995: Galerie Franz Swetec, Darmstadt. Tafelbilder, Collagen, Gouachen
- 1994: Haus Hartmann, Grevenbroich. Arbeiten auf Papier. Raumkonzepte. Modelle
- 1994: Kunstverein Springerhof, Neuenkirchen. Landschaftsräume: Aquarelle. Gouachen. Tafelbilder
- 1993: Jordan Galerie, Wilnsdorf. Landschaft und Raum. Malerei
- 1992: Krefelder Kunstverein, Krefeld. Farbraum und Landschaftsraum[23]
- 1991: Museum Folkwang, Essen. Der Blaue Turm von Heidelberg, Malerei und Konzepte zum Raum und zur Skulptur[24]
- 1989: Galerie Niepel, Düsseldorf. Tafelbilder
- 1989: Galerie Nowald, Berlin. Zeichen und Raum[25]
- 1989: Museum Haus Koekkoek, Kleve. Landschaftsraum, Tafelbilder, Arbeiten auf Papier[26][27]
- 1989: St. Petri Kirche, Lübeck. Ikonostase
- 1988: Galerie Kremer-Tengelmann, Köln. Landschaften 1960 und 1962, Tafelbilder seit 1982[28]
- 1987: Kunstverein Springhornhof Neuenkirchen bei Soltau, Sommerausstellung 'Fachwerk'. Das blaue Haus[29]
- 1986: Galerie Carla Stützer, Köln. Farbraum, Tafelbilder
- 1985: Städtische Galerie Paderborn. Arbeiten seit 1979
- 1985: Kunstmuseum Gelsenkirchen. Arbeiten seit 1979
- 1985: Mindener Museum. Arbeiten seit 1979
- 1985: Forum Kunst Rottweil. Tafelbilder und Farbräume[30]
- 1985: Gerald Just, Hannover. Bildräume
- 1985: Museum Schloss Hardenberg, Velbert-Neviges. Neue Arbeiten
- 1984: Galerie Wintersberger, Köln. Malerei, Skulptur
- 1984: Städtische Galerie Lüdenscheid. Arbeiten seit 1979[31]
- 1984: Städtisches Museum Mülheim an der Ruhr. Arbeiten seit 1979
- 1984: Galerie Schröder, Mönchengladbach. Malerei und Zeichnung
- 1984: Kunstkabinett in der Bleichstraße, Mülheim an der Ruhr. Zeichnungen und Malerei auf Karton
- 1983: Westfälisches Landesmuseum, Münster. Zeichnung und Malerei auf Karton
- 1983: Galerie Grossmann Kasper, Bochum. Zeichnung und Malerei auf Karton
- 1982: Galerie Wintersberger, Köln. Tafelbilder und Zeichnungen
- 1981: Karl-Ernst-Osthaus-Museum, Hagen. Raumbilder Tafelbilder, Zeichnungen[32]
- 1979: Galerie Wintersberger, Köln. Raumgerüste
- 1978: Museum Bochum - Kunstsammlung. Wandobjekte, Farbräume, Raumflächen[33]
- 1976: Giancarlo Bocchi Galerie, Mailand. Progetto per uno Spazio
- 1983: Galerie Peccolo, Köln. Der definierte Farbraum
- 1975: Kunstmuseum Gelsenkirchen. Holz und Stoffraum mit blauer Farbzone[34]
- 1974: Galerie december, Münster, Wandobjekte
- 1974: Galerie Mueller-Roth, Stuttgart. Wandobjekte, Schwarzer Holz- und Stoffraum mit blauer Farbzone
- 1973: Museum Folkwang, Essen. Licht und Schattenraum[35]
- 1973: Ruhrkohle AG, Essen. Vom Bild zum Raum
- 1972: Badischer Kunstverein, Karlsruhe. Bilder, Holz- und Stoffobjekte[36]
- 1972: Kaiser-Wilhelm-Museum, Krefeld. Blauer Holz- und Stoffraum[37][38]
- 1972: Galerie Falazik, Neuenkirchen. Holz- und Stoffarbeiten[39]
- 1971: Märkisches Museum, Witten. Bilder und Objekte * 1961–* 1971[40]
- 1971: Bonner Kunstverein, Bonn. Hölzer und Stoffe[41]
- 1971: Neue Galerie Sammlung Ludwig, Aachen, Farbflächen vor der Wand

## Arbeiten in öffentlichem Besitz
Folgende Institutionen haben Werke von Horst Lerche in ihren Beständen:
- Ehemalige Reichsabtei Kornelimünster, Aachen
- Artothek Neuer Berliner Kunstverein, Berlin
- Artothek Städtische Galerie Villa Zanders, Bergisch Gladbach
- Museum Bochum - Kunstsammlung, Bochum
- Städtisches Kunstmuseum, Bonn
- Kunstsammlung der Masaryk-Universität Brünn, Tschechien
- Leopold-Hoesch-Museum, Düren
- Kunstmuseum Düsseldorf
- Museum Folkwang, Essen
- Städtische Kunstsammlung, Gelsenkirchen
- Karl-Ernst-Osthaus-Museum, Hagen
- Kunsthalle Hamburg
- Städtisches Museum Haus Koekkoek, Kleve
- Emschertal-Museum, Herne
- Nationalmuseum in Krakau, Polen
- Stiftung der Sammlung Jürgen Weichardt
- Kaiser-Wilhelm-Museum, Krefeld
- Kultusministerium Nordrhein-Westfalen
- Kulturhaus der Stadt Lüdenscheid
- Städtische Galerie Lüdenscheid
- Städtisches Museum, Mülheim
- Stiftung Museum Schloss Moyland
- Museum Schloss Hagenberg, Neviges
- Museum im Obertor, Neuss
- Museum Ulm
- Märkisches Museum, Witten
- Städtische Galerie Wolfsburg

## Bibliographie
Auszug aus der Bibliographie:
- Kopfermann-Fuhrmann-Stiftung (Hrsg.): Horst Lerche - Bild-Räume. Kopfermann-Fuhrmann-Stiftung, Düsseldorf 2016, ISBN 978-3-00-052378-6.
- Förderverein Museum Schloss Moyland (Hrsg.): Museum Schloss Moyland – Skulpturenpark. (Projekt Kunst-Landschaft 1967–2000. Kunstverein und Stiftung Springhornhof). DuMont-Literatur-und-Kunst-Verlag, Köln 2001, ISBN 978-3-8321-5589-6.
- Horst Lerche: Bestimmung des Ortes. Kunst und Bau. Ministerium für Bauen und Wohnen des Landes NRW, 1998, ISBN 978-3-87909-628-2.
- Bernhard Körte, Heribert Brinkmann, Georg-W. Költzsch, Klaus Peter Kienitz. Siegfried Salzmann: Der blaue Turm von Wevelinghoven. Grevenbroich 1993.
- Helga Meister: Die Künstler der Einbrunger Mühle. Beton Verlag, Düsseldorf 1995, ISBN 978-3-7640-0336-4.
- ’68 – Kunst und Kultur. Sekretariat für kulturelle Zusammenarbeit nichttheatertragender Städte und Gemeinden Gütersloh. Verlag Schuffelen, Pulheim 1993.
- Roswitha Siewert: Ikonostase (Publikation. Raumdialoge). Kunst pro St. Petri. Verlag der Buchhandlung Weiland, Lübeck 1993.
- Haus Gerke: Blau, Farbe der Ferne. (Katalog). Heidelberger Kunstverein. Verlag Das Wunderhorn, Heidelberg 1990.
- Ruth Falazik, Lothar Romain: Kunst-Landschaft: Neuenkirchener Symposien 1974–1987. Kunstverein Springhornhof, Neuenkirchen 1987.
- Klaus Palm, Jürgen Morschel, Peter Spielmann: Die raumbildende Kraft der Farbe I: Raum-Farbe-Kunst, Farb-Raum-Arbeiten des Künstlers Horst Lerche. In: Farbe+Design, Ausgabe 39/40. Gaildorf 1987.[42]
- Hajo Düchting: Reine Malerei in Deutschland. In: Delaunay und Deutschland. Katalog Ausstellung Staatsgalerie moderner Kunst im Haus der Kunst, München. Du Mont Buchverlag, Köln 1985.
- Heiner Stachelhaus: Auf den Punkt gebracht, Kunstkritiken 1963 bis 1985. Aurel Bongers Verlag, Recklinghausen 1985, ISBN 978-3-7647-0372-1.
- Arnika Verena Langenmaier: Ambiente, Heft 4, 1983.
- Bernhard Kerber: Skulptur und Farbe. In: Kunstforum International. Skulptur und Farbe I. Band 60, 4/1983. Kunstforum International, Köln 1983.
- Francesca Alinovi: Pittura – Ambiente (Katalog). Palazzo Reale, Mailand 1979.
- Bernhard Kerber: Prinzip Vertikal (Katalog). Galerie Teufel, Köln 1979.
- Peter Spielmann, Jürgen Morschel, Werner Lippert. Karlheinz Nowald: Horst Lerche – Museum Bochum, Kunstsammlung, 27. Mai - 1. Juli 1978 (Katalog). ISBN 978-3-8093-0037-3.
- Arcobaleno sulla piscina. In: Domus, Nr. 572, Mailand Juli 1977.
- Andreas Pfeiffer: Serie: Zur Kunstförderung in Deutschland. Band: Zum Beispiel Villa Romana (Katalog). Staatliche Kunsthalle, Baden-Baden 1977.
- Jürgen Harten: Kalender Düsseldorfer Künstler Heute. Stadtsparkasse Düsseldorf, 1974.
- Gert Winkler: Kunstwetterlage. Belser-Verlag, Stuttgart 1973, ISBN 978-3-7630-1569-6.
- Juliane Roh: Deutsche Kunst der 60er Jahre. Bruckmann Verlag, München 1971/1976, ISBN 978-3-7654-1396-4.
- Joachim Büchner: Katalog Kunsthaus der Stadt Bocholt. 1969.
- Joachim Büchner: Katalog Leopold-Hoesch Museum. Düren 1969.
- Gillo Dorfles: Katalog Villa Romana. Florenz 1967.